# Gorgeous (bài hát của Taylor Swift)
"Gorgeous" là bài hát được thu âm bởi ca sĩ, nhạc sĩ sáng tác ca khúc người Mỹ Taylor Swift cho album phòng thu thứ sáu của cô Reputation. Nó được phát hành vào ngày 20 tháng 10, 2017, như một đĩa đơn quảng bá từ album. Bài hát lọt vào top 10 trên các bảng xếp hạng ở Úc, Canada, Hungary và Malaysia, cũng như đạt tới top 20 ở Ireland, New Zealand, Vương quốc Anh và Bắc Ireland và Mỹ. Ngày 12 tháng một, 2018, bài hát được phát hành như một đĩa đơn Châu Âu thứ tư và đĩa đơn chính thức của Reputation.

## Sản xuất và phát hành
Swift cùng viết "Gorgeous" với các nhà sản xuất của bài hát, Max Martin và Shellback. Nó được miêu tả như một bài hát "phù hợp với radio". Sau khi Swift tổ chức một buổi nghe thử bí mật vào ngày 13 tháng 10 năm 2017, nơi cô phát thử album phòng thu thứ sáu của cô Reputation cho 100 người hâm mộ khắp thế giới, Taylor thông báo về việc phát hành một bài hát mới mang tên Gorgeous qua tài khoản Instagram của cô vào ngày 19 tháng 10. Nó bao gồm một bản preview của bài hát, thể hiện "một em bé nói 'gorgeous' trên nền nhạc Electropop" như được miêu tả bởi tạp chí Billboard. Bài hát được phát hành ngay hôm sau như một đĩa đơn quảng bá.

## Sáng tác
Về mặt ca từ, bài hát mô tả Swift say đắm một mối tình mới quá đẹp và dường như không thể đạt được, lấy cảm hứng từ mối quan hệ của Swift với nam diễn viên người Anh Joe Alwyn. "Gorgeous" bắt đầu bằng giọng một em bé nói từ "gorgeous", đây là giọng của James Reynolds, con gái của Blake Lively và Ryan Reynolds.

## Bảng xếp hạng
| Bảng xếp hạng (2017–2018)              | Vị trí cao nhất |
| -------------------------------------- | --------------- |
| Úc (ARIA)                              | 9               |
| Áo (Ö3 Austria Top 40)                 | 32              |
| Bỉ (Ultratip Flanders)                 | 1               |
| Bỉ (Ultratip Wallonia)                 | 17              |
| Canada (Canadian Hot 100)              | 9               |
| Canada Hot AC (Billboard)              | 45              |
| Cộng hòa Séc (Singles Digitál Top 100) | 24              |
| Châu Âu Digital Song Sales (Billboard) | 15              |
| Phần Lan Download (Latauslista)        | 22              |
| Pháp (SNEP Sales Chart)                | 64              |
| Đức (GfK)                              | 45              |
| Hungary (Single Top 40)                | 9               |
| Hungary (Stream Top 40)                | 23              |
| Ireland (IRMA)                         | 18              |
| Ý (FIMI)                               | 66              |
| Nhật Bản (Japan Hot 100)               | 52              |
| Liban (Lebanese Top 20)                | 15              |
| Malaysia (RIM)                         | 8               |
| Hà Lan (Single Top 100)                | 60              |
| New Zealand (Recorded Music NZ)        | 19              |
| Na Uy (VG-lista)                       | 28              |
| Philippines (Philippine Hot 100)       | 13              |
| Bồ Đào Nha (AFP)                       | 40              |
| Scotland (OCC)                         | 12              |
| Slovakia (Singles Digitál Top 100)     | 17              |
| Slovenia (SloTop50)                    | 26              |
| Hàn Quốc International Singles (Gaon)  | 52              |
| Thụy Điển (Sverigetopplistan)          | 41              |
| Thụy Sĩ (Schweizer Hitparade)          | 46              |
| Anh Quốc (OCC)                         | 15              |
| Hoa Kỳ Billboard Hot 100               | 13              |

## Chứng nhận
| Quốc gia                                                    | Chứng nhận  | Số đơn vị/doanh số chứng nhận |
| ----------------------------------------------------------- | ----------- | ----------------------------- |
| Úc (ARIA)                                                   | 3× Bạch kim | 210.000‡                      |
| Brasil (Pro-Música Brasil)                                  | Bạch kim    | 60.000‡                       |
| Anh Quốc (BPI)                                              | Bạch kim    | 600.000‡                      |
| Hoa Kỳ (RIAA)                                               | Vàng        | 500.000‡                      |
| ‡ Chứng nhận dựa theo doanh số tiêu thụ và phát trực tuyến. |             |                               |